# 林家染団治・小川雅子
林家染団治・小川雅子（はやしやそめだんじ・おがわまさこ）は、戦前から戦後にかけて東京で活躍した漫才コンビ。戦前は主に吉本興業（東京吉本）所属。
雅子の三味線に合わせてゴリラが顔の染団治が踊る、たわいない珍芸ゴリラ踊りが売りであった。この芸は関東大震災直後に靖国神社で見たゴリラの見世物芸が参考になった。その後多くの漫才師がゴリラや猿を真似るようになったので染団治は「ゴリラ万才家元」と称した。また猿真似をやっていた「エテ公のBちゃん」で売った秋田Aスケ・Bスケも許諾をかねて染団治のもとを挨拶に訪れたという。
他にも「紙立て」という三味線の音にあわせて紙や新聞紙を額や鼻に乗せてバランスをとりながら踊ったりする太神楽の曲芸の一種もよくやっていた。

## 概要
染団治は大阪難波の生まれ、小さいころから芸人に憧れ13歳の時に俄の東家力太郎の弟子で東家玉太郎を名乗る、この頃は軽口をやっていた、自身の顔のあばたをネタにした顔芸があった、これが後にゴリラや猿の真似につながった、当時のあだ名はあばた顔から「軽石」と言った。のちに落語家の二代目林家染丸の門下になり吉本興業部の端席の落語家の前座修行を始める。1917年に師・染丸と供に「東西会」の出演のために上京、染丸は帰阪したが染団治はそのまま居ついた。1923年9月の関東大震災で被災し大阪に戻る。1925年に再び上京し漫才に転向し最初の相方は女性の柳家駒治と組んだが、高山美貴子を経て1929年以降に小川雅子と組む。東京では吉本興業部（東京吉本）所属となる。また東喜代駒・駒千代の東喜代駒と協力して関東万才演芸協会を設立（団体は活動実績のないまま解散）し1930年には2人で新作漫才の作品集「尖端エロ万才」を出版。
1934年に新橋演舞場で行なわれた「漫才大会」に中堅として出演。1938年に帝都漫才組合（現在の漫才協会）を設立し会長に就任。その後「林家会」を組織し後輩の育成に尽力した。1970年代前半までは活動していたようだが、その後は不明。
弟子には全盛期には20人を超え中からは林家染芳（後の林正二郎）・その妻の林家春子、林家染寿（内海好江の母）らを輩出。また弟子の染太郎の妻が創業したお好み焼き屋が浅草に現在でも店を構えている。風流お好み焼き 浅草 染太郎

## メンバー
林家染団治（1894年9月 - 没年不詳）本名は辻卯三郎。
顔にあばたがあり、非常に大柄であった。
関東大震災にあって、五代目古今亭志ん生の家で世話になり、一人で鍋のほとんどを平らげてしまい、志ん生夫妻は困ったという。
小川雅子（生没年不詳）
戦前は東京漫才界切っての美人として大いに売れ、三味線が達者であった。